# All Is Quiet Now
All Is Quiet Now là album phòng thu thứ hai của ban nhạc Bỉ Arid. Album được phát hành năm 2002 bởi Epic Records, một nhãn hiệu của Sony BMG.

## Danh sách bài hát
- Tất cả các bài hát đều do David Du Pré và Jasper Steverlinck viết lời, ngoại trừ "I Wish I Was All Of That", do Du Pré, Steverlinck và Filip Ros sáng tác.

1. "All I Did (Was Get Close To You)" – 3:26
2. "You Are" – 3:24
3. "Silent Reproach" – 4:11
4. "The Body Of You" – 3:57
5. "Everlasting Change" – 3:02
6. "Wintertime" – 3:54
7. "I Wonder How Come" – 3:54
8. "Move Your Head" – 3:18
9. "I Wish I Was All Of That" – 3:26
10. "Million Lights" – 3:35

## Xếp hạng
| Bảng xếp hạng (2002)           | Vị trí cao nhất |
| ------------------------------ | --------------- |
| Album Bỉ (Ultratop Vlaanderen) | 3               |
| Album Bỉ (Ultratop Wallonie)   | 9               |
| Album Hà Lan (Album Top 100)   | 76              |

| Bảng xếp hạng (2002)               | Vị trí cao nhất |
| ---------------------------------- | --------------- |
| Belgian Albums (Ultratop Flanders) | 31              |